# Restaurant Kasteel Heemstede
Kasteel Heemstede is een restaurant dat gevestigd is in Houten in Nederland. Eind 2021 heeft het restaurant één Michelinster. Het restaurant is gevestigd in het souterrain van de buitenplaats Kasteel Heemstede.
Eigenaar en chef-kok die het in 2002 opende, was tot 1 juli 2019 André van Doorn. Het restaurant had één Michelinster in de periode 2003-2008. In 2011 werd het restaurant opnieuw een ster toegekend die het, nadat het restaurant op 1 juli 2019 in nieuwe handen kwam, in 2020 kwijt raakte. In 2021 verwierf het restaurant voor de derde keer een Michelinster, dit keer onder leiding van chef Ollie Schuiling.
Het restaurant was tot juli 2019 lid van Les Patrons Cuisiniers.

## Locatie
Het oorspronkelijke buitenhuis is gebouwd rond 1645. In 1987 brandde het volledig af. De bouwval werd uiteindelijk verkocht aan bouwmaatschappij WCN, het latere Phanos. Een renovatie werd in 2002 afgerond en het restaurant opende. Toen Phanos failliet ging werd de toekomst van het restaurant onzeker. Met verkoop aan de firma Lisman & Lisman in 2016 is het voortbestaan van het restaurant gewaarborgd.